# Cnidium
Cnidium és un gènere de plantes amb flors dins la família de les apiàcies, és originari d'Euràsia, Àfrica i Amèrica del Nord. Conté 4 o 5 espècies.